# Оберндейл (містечко, Вісконсин)
Оберндейл (англ. Auburndale) — місто (англ. town) в США, в окрузі Вуд штату Вісконсин. Населення — 790 осіб (2020).

## Демографія
Згідно з переписом 2010 року, у місті мешкало 860 осіб у 313 домогосподарствах у складі 243 родин. Було 326 помешкань
Расовий склад населення:
| - 98,1 % — білих - 0,8 % — корінних американців - 0,2 % — чорних або афроамериканців |

До двох чи більше рас належало 0,5 %. Частка іспаномовних становила 1,4 % від усіх жителів.
За віковим діапазоном населення розподілялося таким чином: 26,6 % — особи молодші 18 років, 60,0 % — особи у віці 18—64 років, 13,4 % — особи у віці 65 років та старші. Медіана віку мешканця становила 41,2 року. На 100 осіб жіночої статі у місті припадало 113,4 чоловіків;  на 100 жінок у віці від 18 років та старших — 112,5 чоловіків також старших 18 років.
Середній дохід на одне домашнє господарство  становив 74 257 доларів США (медіана — 60 956), а середній дохід на одну сім'ю — 84 459 доларів (медіана — 75 208). Медіана доходів становила 40 417 доларів для чоловіків та 33 333 долари для жінок. За межею бідності перебувало 3,7 % осіб, у тому числі 0,0 % дітей у віці до 18 років та 9,9 % осіб у віці 65 років та старших.
Цивільне працевлаштоване населення становило 483 особи. Основні галузі зайнятості: освіта, охорона здоров'я та соціальна допомога — 22,6 %, виробництво — 16,8 %, сільське господарство, лісництво, риболовля — 16,6 %.